# Mompha pernota
Mompha pernota é uma espécie de mariposa do gênero Mompha pertencente à família Coleophoridae.